# Christianisme celtique
Le christianisme celtique (ou « chrétientés celtiques ») est un mode d’organisation de la vie religieuse, au sein du christianisme d’Occident. À l'inverse du système romain, il est fondamentalement décentralisé. Il apparaît au ve siècle, connaît son apogée au vIIe siècle, et s’éteint au xIIe siècle. On peut y distinguer deux cultures : la culture brittonique (de langue brittonique) et la culture scottique, ou gaélique (de langue gaélique), ou christianisme irlandais.
Le christianisme celtique, d’une orthodoxie reconnue, est d’abord circonscrit aux terres peu ou pas du tout romanisées, et vierges d'invasions germaniques (Ouest de la Bretagne insulaire, Ouest de la Bretagne armoricaine, Irlande). Au vIIe siècle, grâce aux missionnaires irlandais (Gaels), il connaît un fulgurant essor en Occident, jusqu’en Italie et en Germanie.

## Contexte
Dans l’empire romain, depuis Théodose (347-395), le christianisme est la religion officielle et exclusive. L’empereur est le protecteur du christianisme tandis que le pape est le grand pontife des chrétiens, le chef des évêques. C’est lui qui préside les conciles œcuméniques. À la mort de Théodose, l’empire est scindé en empire d'Orient et empire d'Occident.
En 476, l’empire romain d’Occident disparaît. Le christianisme lui survit dans bon nombre des royaumes barbares qui se constituent (l’île de Bretagne, quant à elle, revient au paganisme). Mais les évêques de ces royaumes cessent de prêter serment à l’empereur (l’empereur d’Orient a virtuellement l’Occident sous sa coupe). Et de nombreux évêques barbares marquent encore plus leur différence en restant fidèles à la doctrine arienne, définitivement condamnée par le concile de Constantinople en 381. Les « Églises » (communautés citadines, ancêtres des diocèses) des royaumes barbares sont nationales. Leurs évêques prêtent serment au souverain de leur royaume.
Dans les royaumes celtiques comme dans tous les nouveaux royaumes, le christianisme est national. Il aide les peuples à affirmer leur identité, face aux tentatives de colonisation (guerrière ou culturelle). Si les peuples de la façade atlantique adoptent contre toute attente la religion de l’ennemi romain, c’est parce que l’empire d’Occident n’est plus là pour les menacer et c’est parce que Constantinople, au ve siècle, leur paraît trop éloignée pour représenter un danger (l’empereur d’Orient n’engage une reconquête de l’Occident qu’au vIe siècle). L’éloignement géographique permet d’évacuer toute référence à l’empereur. Il permet d’éviter les querelles dogmatiques, chères aux évêques. Enfin, il permet au christianisme de s’adapter à la sensibilité locale (chose permise et courante, dans les premiers temps du christianisme, pourvu que le dogme soit respecté).
Toute l’histoire du christianisme celtique, comme celle du christianisme, est bien entendu marquée par ses rapports avec le bras séculier.

## Organisation
Dépourvus de villes, l'Hibernie et la Calédonie ne peuvent imiter le mode d'organisation répandu dans les pays romanisés (une communauté urbaine, groupée autour d’un évêque). Le christianisme irlandais est rural et n’a pas d’évêques, pas de clergé séculier, mais des moines et des ermites. Chaque abbé (ou chaque ermite) est totalement indépendant. On ne peut donc parler d’« Églises » comme dans les pays romanisés. La dénomination de « chrétientés celtiques » a été proposée par dom Gougaud. Elle a été reprise par Olivier Loyer. Bien que tardant à s’imposer, l’expression semble plus appropriée que « christianisme celtique ». Car il s’agit ici de communautés indépendantes, non d’un appareil centralisé, non plus d’une communion hérétique ou schismatique.

### Moines

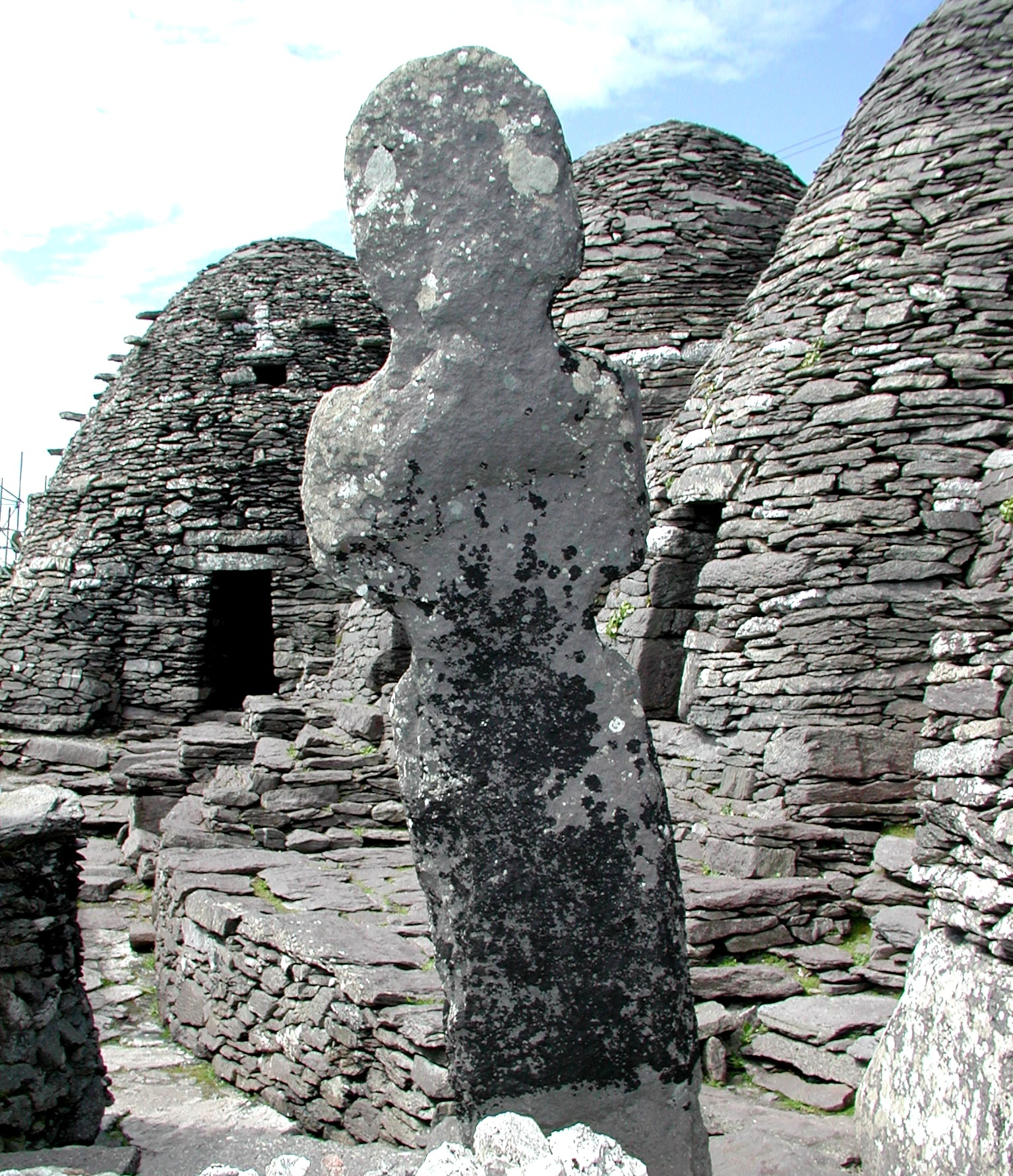
Monastère celtique de Skellig Michael et ses cellules en forme de ruches dotées d'une seule ouverture qui sert à la fois de porte et de fenêtre, voire de cheminée.

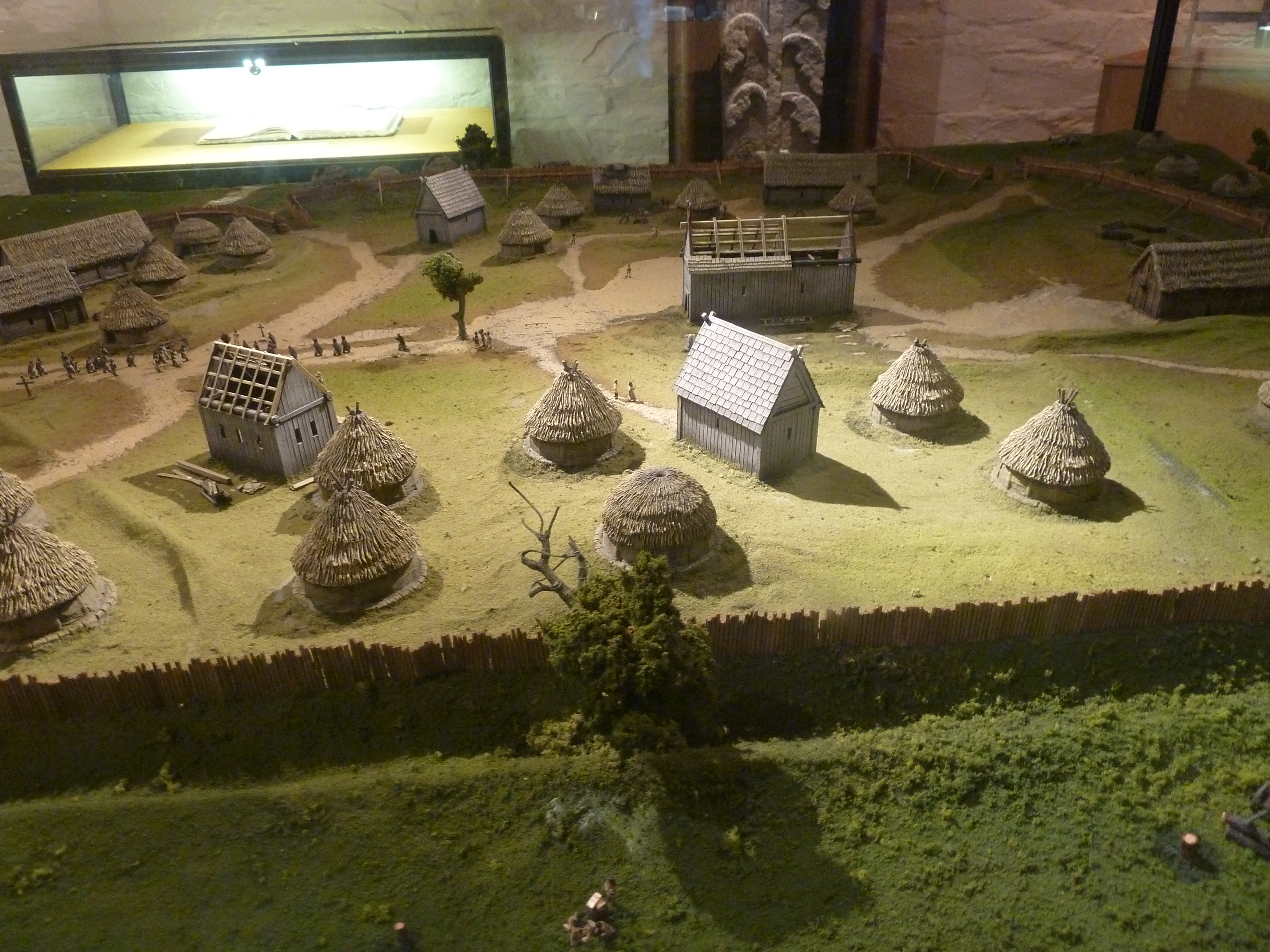
Abbaye de Bangor fondée en 558, avec son enclos et ses huttes.

Les premiers monastère celtiques, entre le Ve VIIIe siècle, s'établissent le plus souvent sur des îles, dans des vallées ou sur les zones frontières qui offrent des lieux de retraite recherchés, comme le montrent les ruines de ces architectures, alors que les sources littéraires sur ces établissements cénobitiques sont rares : ils s'implantent principalement  sur l'île de Bretagne (sud du Pays de Galles et basse vallée de la Severn), en Irlande (Ulster et voisinage du Shannon) et en Armorique (vallée du Trieux et archipel de Bréhat). Leur importance varie selon la réputation de celui qui en est le fondateur. Ils n'ont rien en commun avec les abbayes médiévales, formées de bâtiments à usage collectif (réfectoire, dortoir…) articulés autour d'un cloître central bordé au nord ou au sud par une église. Les cellules (en) rondes des moines, dispersées dans l'enclos monastique ou disposées en cercle autour de celle de l'abbé, sont des huttes de branchages, ou des constructions plus solides en pierres sèches lorsque le matériau ligneux manque. Il n'y a ni cloître, ni réfectoire. Les offices sont célébrés en plein air où les moines se rassemblent autour d'un autel portatif pour célébrer de lieux en lieux. L'établissement monastique renferme, selon la surface disponible, un ou plusieurs oratoires qui constituent les seuls édifices à usage collectif.
En Irlande et en Bretagne insulaire, de grands monastères peuvent compter jusqu’à 3 000 moines. Le maître absolu du monastère est l’abbé. En tant que chef de missionnaires, il est le descendant de saint Pierre (le chef des apôtres), et n’a de comptes à rendre qu’à ce même saint Pierre. Les abbés sont égaux entre eux et chaque monastère est indépendant.[réf. nécessaire] Les monastères jouent un rôle important dans l’organisation de la vie économique. Certains abbés, proches d’un souverain, jouent un rôle-clé dans la vie politique.
Vers 620, apparaissent les monastères doubles, qui renouent avec la tradition originelle du cénobitisme chrétien, celle de saint Pacôme (292-348).

### Ermites
La Bretagne armoricaine présente une figure originale, au sein du christianisme celtique. Elle n’a, à l'époque de l'émigration bretonne en Armorique, pratiquement pas de monastères. Des ermites s’isolent, chacun en un site privilégié. Chacun a la charge d’un certain nombre de familles, elles-mêmes dispersées. Ainsi se forme la paroisse rurale (le plou, du latin plebs, le peuple). Les historiens ont longtemps privilégié l'hypothèse selon laquelle cette émigration étalée dans le temps à partir du Ve siècle, était liée uniquement à la colonisation de la Grande-Bretagne par les Anglo-Saxons. Il s'agit en fait à l'origine d'un mouvement diffus de moines d'origine aristocratique formés au pays de Galles ou d'Irlande, qui émigrent par vagues successives pour des raisons encore mal connues, et qui parcourent l'Armorique en y diffusent un christianisme celtique. Pour ce qui concerne le clergé, on a parlé de "saints organisateurs" et Pol Aurélien apparaît être l'un d'eux. Ce christianisme insulaire rencontre en Armorique non un christianisme organisé autour du rôle des évêques comme dans le reste de la Gaule, mais des communautés paysannes rassemblées en hameaux, ce qui fractionne les communautés religieuses et explique la multiplication des lieux de cultes liés à ces ermitages puis à des monastères et des paroisses (d'où les appellatifs toponymiques en Plou- ou Lan). Les guerres de religion du XVIe siècle relancent la littérature hagiographique bretonne, les catholiques ouvrant des enquêtes sur la vie des saints, et n'hésitant pas à éliminer un certain nombre de personnages sur le territoire, en les assimilant à des saints plus connus.

## Origine
L’origine de ces chrétientés celtiques sans évêques n’est pas élucidée. Une vieille légende, attribuant à saint Martin (à la fois moine, ermite et évêque) la conversion, l'ordination et la consécration du druide armoricain Corentin, ne trouve plus d’écho de nos jours. Deux hypothèses sont soulevées, sans que l’une puisse prendre le pas sur l’autre :[réf. nécessaire] 
- Des druides celtes voyageant en Orient, berceau du christianisme, auraient été en contact avec le monachisme oriental.
- Les idées de monachisme et d’ascétisme seraient venues de Gaule, via l’Armorique, jusque dans la Bretagne insulaire.

### Illtud
La mission de saint Patrick (située approximativement de 432 à 461) est antérieure à celle d’Illtud (située approximativement de 447 à 522). Mais Patrick, Britton romanisé, est rattaché — tout comme Pélage ou Palladius — à l’histoire de l’Église romaine et de ses évêques citadins, non à celle du christianisme celtique et de ses monastères ruraux. Les abbés irlandais ne se réclament jamais de Patrick[réf. nécessaire].
Dans le courant proprement « chrétientés celtiques », la figure la plus ancienne que l’on connaisse est celle de saint Illtud. Pour Illtud comme pour d'autres personnages de ces temps anciens, il est bien entendu hasardeux de prétendre démêler ce qui est légendaire de ce qui est authentique. Illtud serait né vers 425, peut-être en Bretagne armoricaine (« dans le Léon », précisent certains, tel Alain Croix). Il serait mort vers 522, au pays de Galles. Illtud est formé dans la vieille école d’Enez Lavre (île Lavrec, ou île de Lavret), au nord de la Bretagne armoricaine. Cette école est alors dirigée par Budog. Au-delà, la filiation se perd. On ignore si Budog est réellement chrétien. On ignore par conséquent si son école d’Enez Lavre est déjà chrétienne. On ignore même si, dans la première moitié du ve siècle, le christianisme a déjà touché l’ouest de la Bretagne armoricaine. Illtud a très bien pu être converti durant un voyage (on sait par exemple qu’il a rencontré saint Germain d'Auxerre). En l’état actuel des connaissances, Illtud peut être considéré comme le père des chrétientés celtiques.[réf. nécessaire]

## Expansion dans les royaumes celtiques

### Ynis Byr
Homme de vastes connaissances religieuses, mathématiques, littéraires et philosophiques, Illtud est le fondateur, au milieu du ve siècle, du monastère de Llanilltud et de l’école monastique d’Ynis Byr,, tous deux au sud de l’actuel pays de Galles.
On attribue à Illtud la formation de nombreux missionnaires, qui vont accomplir la pérégrination, voyage par-delà les mers,, dans la tradition celtique. Depuis Ynis Byr, ils s’égaillent dans tout le pays de Galles, vers le Kernow et la Bretagne armoricaine, pays qui depuis toujours pratiquent de nombreux échanges par voie de mer. Seule l’Irlande, où le druidisme reste vivace, se montre rétive à toute approche par le sud-est. Eanna (Enda), disciple d’Illtud, décide alors d’essayer par l’ouest.

### Killeany
Eanna et ses onze compagnons prennent la mer pour aller fonder dans les îles d’Aran, à l’ouest de l’Irlande, le monastère de Killeany (490).
Les moines de Killeany réussissent enfin à pénétrer dans l’île d’Irlande. Ils entreprennent de l’évangéliser, ne trouvant pas trace de structures laissées par les deux tentatives antérieures (ni par celle de Palladius, en 431, ni par celle de Patrick). L’Irlande va rapidement se couvrir de monastères, comme Clonard (520) à l’est, Clonmacnoise (545) au centre, et Bangor (559) au nord-est.

### Iona
En 563, l’Irlandais Colum Cille (ou Columkill, ou Colomba), formé à Clonard, fonde un monastère à Iona, une île très septentrionale, dans le royaume de Dal Riada. Ce royaume est situé à l’ouest de la Calédonie. Il se distingue par la langue. Ses habitants parlent le gaélique, tout comme les Irlandais. Tandis que leurs  voisins de l’est (que l’on regroupe par commodité sous le nom de Calédoniens) ont leur langue à eux, fort mal connue. Et que leurs voisins du sud, Brittons, parlent le brittonique.
Le monastère d’Iona va jouer un rôle important dans l’évangélisation de l’île de Bretagne.

## Deux cultures celtiques
On distingue désormais deux cultures, dans le christianisme celtique. Elles couvrent respectivement les zones où se parlent les deux langues cousines : le brittonique et le gaélique. Mais la différence n’est pas seulement d’ordre linguistique. Elle concerne surtout l’attitude à tenir face aux envahisseurs germaniques.

### Culture brittonique
Sous la poussée germanique il n’y a bientôt plus, en fait de royaumes brittoniques, que celui de Bretagne armoricaine et ceux de l’ouest de la Bretagne insulaire (Strathclyde, Cumbria, actuel pays de Galles, Kernow). Dans l’île de Bretagne, après la défaite de Caer Legion (615), Brittons du nord et Brittons du sud se trouvent séparés. Le christianisme des Brittons du sud (Bretagne armoricaine, pays de Galles et Kernow) est celui que nous connaissons le mieux.
Les royaumes brittoniques de l’ouest de la Bretagne insulaire (zones montagneuses) ont résisté aux Romains. Ils résistent maintenant aux païens angles et saxons, installés dans les plaines romanisées de l’est. Les religieux chrétiens de ces royaumes brittoniques développent un patriotisme farouche, qui interdit toute compromission avec les souverains ennemis. Les saints brittons sont des missionnaires, mais ils se refusent à sortir de la sphère brittonique. Deux événements illustrent cette attitude : l’entrevue du chêne et le massacre de Bangor-is-y-coed.

#### L’entrevue du chêne
Au vIe siècle, Aethelbert, roi du Kent, épouse Berth, une princesse chrétienne, une franque. Ce qui permet au « moine noir » Augustin, venu de Rome en 597, de pénétrer dans le Kent, terre païenne,,. Le bénédictin Augustin prend contact, lors de l’entrevue du chêne (603), avec Dinoot, abbé de Bangor-is-y-coed. Dinoot, ne voyant dans cette approche qu’une tentative de colonisation de Brittons par des Anglo-Saxons, saisit le premier prétexte pour claquer la porte,.

#### Le massacre de Bangor-is-y-coed
La bataille de Caer Legion (Chester) oppose, en 615, une coalition de Brittons à Æthelfrith, roi de Northumbrie. Les 1 200 moines du proche monastère de Bangor-is-y-coed prient, sur une colline dominant le combat, pour le succès de leurs compatriotes. Ayant remporté la victoire, Æthelfrith les fait tous massacrer.

### Culture gaélique (ou scottique)
On appelle Gaels, ou Scots, les peuples de langue gaélique, c’est-à-dire ceux d’Irlande et du Dal Riada. Séparés des Anglo-Saxons par la mer et par les royaumes brittoniques, les religieux irlandais ont une perception radicalement différente de celle des moines brittons : on ne saurait mieux, selon eux, protéger l’Irlande chrétienne d’une invasion païenne qu’en allant nouer des contacts privilégiés avec les souverains d’origine germanique. Infatigables voyageurs, ils vont conquérir l’Occident, selon trois axes d’évangélisation.

#### Évangélisation des Calédoniens
L’évangélisation de la Calédonie est entreprise par les moines du monastère d’Iona (Colomba d'Iona).

#### Évangélisation des Continentaux
En Occident, selon les historiens spécialistes de cette époque, le christianisme se trouve dans un bien triste état de désolation. Seules les villes sont réellement christianisées. L’évangélisation n’est pas la préoccupation majeure de l’épiscopat. Le monachisme existe, mais anecdotique et décadent. Les moines noirs (moines observant la règle de Benoît de Nursie, et que l’on appellera au  xIIe siècle les Bénédictins) ont vu leur monastère de Monte Cassino détruit par les Lombards. Ils sont réfugiés dans le palais du Latran, auprès de l’évêque de Rome.
L’impulsion décisive est donnée par Colomban, (540-615, à ne pas confondre avec Colum Cille, parfois appelé Colomba), formé au monastère de Bangor, au nord-est de l’Irlande. Débarquant sur le continent à la fin du  VIe siècle, il entreprend un impressionnant périple. Colomban, selon Olivier Loyer, « était l’homme nécessaire pour secouer cette terre mérovingienne de sa torpeur religieuse, lui révéler sa turpitude, lui apprendre les voies de la perfection monastique. Il fallait ce levain. » Colomban fonde, entre autres, le monastère de Luxeuil (590), dont le puissant rayonnement s’étend sur les trois royaumes des Francs. Et celui de Bobbio (614), dans le royaume des Lombards, autrement dit en terre arienne. Ses disciples s’attachent à évangéliser les Alamans. Colomban est bientôt suivi d’une multitude de missionnaires irlandais. Criblées de monastères irlandais tout au long du  vIIe siècle, les campagnes d’Occident sont enfin christianisées,, six siècles après l’Orient. « Tandis qu’à l’époque paléochrétienne, dit Gabriel Fournier, et encore pendant une partie du  vIe siècle, le saint par excellence avait été l’évêque, désormais le moine le remplaça dans ce rôle auprès de l’opinion chrétienne. » Le dernier monastère irlandais fondé sur le continent est celui de Ratisbonne, en 1090.
Pays par pays, on peut aujourd'hui juger de l’importance relative des missions irlandaises, par le nombre de saints d’origine irlandaise : 115 en Allemagne, 45 en France, 36 en Belgique et 13 en Italie.

#### Évangélisation des Angles
L’île de Bretagne, après le départ des Romains en 407,, est retournée au paganisme, malgré les efforts sporadiques de religieux continentaux pour y reprendre pied.
Les moines d’Iona, en 616, avaient accordé asile aux enfants royaux de Northumbrie fuyant un usurpateur. En remerciement, dix-neuf ans plus tard, Aidan, moine d’Iona, peut aller dans ce pays fonder le monastère de Lindisfarne,,. Lequel a tôt fait d’essaimer, non seulement en Northumbrie, mais dans les deux autres royaumes angles.
Le royaume jute et les trois royaumes saxons, au sud-est de l’île, restent quant à eux hostiles à toute pénétration du christianisme, n’y voyant qu’une tentative d’hégémonie, tantôt des Francs ou de l’empire romain (quand ce sont des religieux continentaux qui essaient d’entrer), tantôt des Angles (quand ce sont des moines irlandais qui essaient d’entrer).[réf. nécessaire]

## Synode de Whitby

### Contexte

#### L’évêque de Rome
L’évêque de Rome, cerné de Lombards ariens, métropolitain d’une Italie suburbicaire partie en peau de chagrin et déchirée par un schisme, est dans une très inconfortable situation. L’empereur d’Orient a reconquis l’Italie, dont il réussit à conserver une partie. L’évêque de Rome est soumis  à l’autorité de l’exarque de Ravenne et à celle d’un empereur qui se défie de lui. L’événement le plus dramatique de cette période est l’arrestation en 653 de Martin Ier, évêque de Rome. Il est jugé à Constantinople, puis exilé à Cherson, en Crimée. On l’y laisse mourir de privations et de mauvais traitements.
Méprisés, malmenés, mais forts de leur éloignement de Constantinople, les évêques de Rome commencent à envisager la carte barbare (Lombards, Francs ou Anglo-Saxons), qui pourrait leur offrir une place prépondérante au sein de la chrétienté.

#### Les abbés irlandais
Au faîte de leur puissance et de leur rayonnement, les abbés irlandais dominent l’Occident. Ils rendent vie aux campagnes, réinventant des circuits qui évitent les villes (administrées par les évêques) et les voies romaines. Les richesses considérables de leurs monastères commencent à susciter des convoitises. Venus d’une terre jamais conquise, issus d’un peuple jamais soumis, égaux entre eux, les abbés irlandais ne font allégeance à personne. Surtout pas à l’empereur. Ils ne mettent jamais les pieds dans un concile.
Ils sont des ascètes, qui se posent en modèles. Se désintéressant des querelles dogmatiques, ils ne prêtent pas le flanc aux attaques des évêques continentaux. Et le fait est que, dans les plus intenses moments de la lutte qui les oppose aux évêques continentaux, ils ne sont jamais taxés d’hérésie.
Lorsqu’une offensive des Continentaux est menée par Wilfrid pour prendre pied dans l’île de Bretagne, les griefs soulevés sont la forme de la tonsure et le mode de calcul de la date de Pâques.

### Le synode
Pour débattre de ces deux points, un synode aurait été réuni, en 664, à Streanaesharch (Whitby), sous la présidence d’Oswy, roi de Northumbrie. Le débat aurait opposé les abbés irlandais (représentés par Colman, abbé de Lindisfarne) au parti des évêques continentaux (représentés par Wilfrid).
Wilfrid, transfuge de Lindisfarne, arrive du continent, après bien des aventures, sans qu’il soit possible de démêler s’il est, à ce moment-là, dépêché par Ébroïn, maire du palais de Neustrie, par les évêques gaulois ou par Vitalien, évêque de Rome.
Le roi Oswy est fort de la terreur qu’il inspire sur le plan militaire, et fort du soutien de Colman qui lui garantit l'appui des abbés irlandais et une relative neutralité des religieux brittons. Oswy est alors en position de devenir bretwalda, c’est-à-dire haut roi de toute l’île. Il veut profiter de ce synode pour affirmer son autorité, en affirmant celle de son allié Colman. Mais — tout comme fit Constantin, au concile de Nicée — il finit par désavouer son favori.
Même s’il paraît de portée locale, le synode de Whitby est une date importante, car il marque la première défaite des moines irlandais, alors à leur apogée.

## Pas décisif des Continentaux
Les abbés irlandais n’ont toujours pas investi de façon significative le réduit païen du sud-est de la Bretagne insulaire. Les Continentaux y parviennent, cinq ans après Whitby. La première tentative, en 597, initiée par Grégoire le Grand et menée par Augustin, n’avait pas connu de vrais lendemains. Celle de Vitalien a le mérite de s’inscrire dans la durée.
En 669, débarque dans le Kent une délégation de bénédictins. Trois hommes la conduisent.
- Moine oriental (l’empereur a refusé tout Italien à la tête de cette mission), Théodore est consacré à Rome, le 26 mars 668, par Vitalien[82]. Il est installé évêque de Cantorbéry en mai 669. Son Église n’est pas nationale, mais apostolique, c’est-à-dire soumise à Rome. Il s’agit d’un pas décisif pour l’évêque de Rome. Les abbés irlandais ne peuvent plus lui contester le titre d’apôtre.
- Africain, Hadrien est imposé par l’empereur. Il a, lors de sa traversée de la Gaule, des démêlés avec Ébroïn. Il fonde une communauté de bénédictins à Cantorbéry[83].
- Angle, transfuge de Lindisfarne, ancien compagnon d’escapade de Wilfrid, Benoît Biscop vient de passer de longues années au palais du Latran. Il fonde une communauté de bénédictins (Wearmouth, 674) en Northumbrie, à la mi-chemin des monastères gaéliques de Lindisfarne et de Whitby.

## Chute
Non seulement, les abbés irlandais doivent reculer sur les points débattus au synode de Whitby, mais la règle de saint Benoît (beaucoup moins dure que les règles irlandaises) est peu à peu adoptée dans les monastères, aussi bien sur le continent qu’en Bretagne insulaire et qu'en Irlande.
Entamée au début du vIIIe siècle, la descente est longue, mais inéluctable. Les moines irlandais (ils résistent jusqu’en 704) entraînent dans leur chute les religieux brittons. Les Brittons insulaires résistent jusqu’au milieu du vIIIe siècle. Aux VIIIe et IXe siècles, les moines celtes gardent leur prestige de savants et de lettrés, mais ils ne dominent plus la société. Les peuples celtes accueillent au fil des siècles des vagues de religieux venus de royaumes ennemis, et finissent dominés par ces royaumes.
Les villes reprennent la prédominance qu’elles avaient au temps de l’empire d’Occident. Leurs évêques font de même. Et notamment l’évêque de Rome, qui a pris une nouvelle dimension en établissant un évêque apostolique par-delà les mers, et se trouve ainsi mieux armé pour songer à un prestigieux destin. Après le grand schisme de 1054, l'Église d'Occident se dote d'une organisation interne centralisée qui va gommer la diversité des traditions locales : le centralisme à la romaine marque son retour.
En 1153, le synode de Kells donne à l’Irlande son organisation ecclésiastique quasi définitive. Il marque la fin des chrétientés celtiques.
Les cisterciens remplacent les moines celtes. Les terres sont redistribuées. De fausses chartes sont dressées pour fonder des titres de propriété. Et de fausses biographies sont rédigées, de fausses annales sont compilées, afin de rattacher une fondation religieuse récente à l’antique tradition celtique. « On peut difficilement imaginer spoliation plus complète, dit Olivier Loyer. L’ancienne Église est démembrée, ses terres sont confisquées, sa tradition est volée, cependant que la nouvelle Église se crée des lettres de naturalisation, un brevet d’ancienneté. »

## Résurrection de l'Église celtique
L'Église orthodoxe celtique est une Église non canonique, fondée en 1874, qui se considère de foi orthodoxe. Elle revendique l'héritage spirituel de l'antique Église celtique. Elle a des communautés et des monastères en Grande-Bretagne, en France (en Bretagne), en Suisse, en Australie et aux Etats-Unis. En Bretagne le monastère de la Sainte Présence à Saint-Dolay dans le Morbihan est affilié à Église orthodoxe celtique et s'efforce de retrouver les rites et la liturgie de l'ancienne église celtique.

#### Christianisme celtique
- Louis Gougaud, Les Chrétientés celtiques, Crozon, Armeline, 1995.
- L. Gougaud, « L'art celtique chrétien », dans Revue de l'art chrétien, 1911, 2e livraison, p. 89-108 (lire en ligne)
- Olivier Loyer, Les Chrétientés celtiques, Rennes, Terre de Brume, 1993. ,
- M. Dillon, N.K. Chadwick, C.J. Guyonvarc’h, F. Le Roux, Les Royaumes celtiques, Crozon, Armeline, 2001 (chapitre sur le christianisme celtique et sa littérature, p. 187-237).
- Jean Markale, Le christianisme celtique et ses survivances populaires, Éditions Imago, 1983, 260 p.